# Ivan Horvat (lekkoatleta)
Ivan Horvat (ur. 17 sierpnia 1993 w Osijeku) – chorwacki lekkoatleta, tyczkarz.

## Osiągnięcia
| Rok  | Impreza                                        | Miejsce        | Pozycja           | Wynik |
| ---- | ---------------------------------------------- | -------------- | ----------------- | ----- |
| 2009 | Europejski festiwal młodzieży                  | Tampere        | 2. miejsce        | 4,75  |
| 2009 | Mistrzostwa świata juniorów młodszych          | Bressanone     | 8. miejsce        | 4,80  |
| 2010 | Kwalifikacje do igrzysk olimpijskich młodzieży | Moskwa         | 2. miejsce        | 4,95  |
| 2010 | II liga drużynowych mistrzostw Europy          | Belgrad        | 7. miejsce        | 4,80  |
| 2010 | Igrzyska olimpijskie młodzieży                 | Singapur       | 8. miejsce        | 4,70  |
| 2012 | Mistrzostwa świata juniorów                    | Barcelona      | 2. miejsce        | 5,55  |
| 2012 | Igrzyska olimpijskie                           | Londyn         | el. – 20. miejsce | 5,35  |
| 2013 | Halowe mistrzostwa krajów bałkańskich          | Stambuł        | 1. miejsce        | 5,60  |
| 2013 | Halowe mistrzostwa Europy                      | Göteborg       | el. – 9. miejsce  | 5,60  |
| 2013 | II liga drużynowych mistrzostw Europy          | Kowno          | 2. miejsce        | 5,40  |
| 2013 | Młodzieżowe mistrzostwa Europy                 | Tampere        | 10. miejsce       | 5,20  |
| 2013 | Mistrzostwa krajów bałkańskich                 | Stara Zagora   | 2. miejsce        | 5,20  |
| 2013 | Mistrzostwa świata                             | Moskwa         | el. –             | NM    |
| 2014 | II liga drużynowych mistrzostw Europy          | Ryga           | 3. miejsce        | 5,20  |
| 2014 | Mistrzostwa krajów bałkańskich                 | Pitești        | 1. miejsce        | 5,30  |
| 2015 | Halowe mistrzostwa krajów bałkańskich          | Stambuł        | 2. miejsce        | 5,30  |
| 2015 | II liga drużynowych mistrzostw Europy          | Stara Zagora   | 1. miejsce        | 5,40  |
| 2015 | Młodzieżowe mistrzostwa Europy                 | Tallinn        | 5. miejsce        | 5,40  |
| 2015 | Mistrzostwa krajów bałkańskich                 | Pitești        | 2. miejsce        | 5,50  |
| 2015 | Mistrzostwa świata                             | Pekin          | 9. miejsce        | 5,65  |
| 2016 | Mistrzostwa krajów bałkańskich                 | Pitești        | 1. miejsce        | 5,50  |
| 2016 | Mistrzostwa Europy                             | Amsterdam      | 7. miejsce        | 5,30  |
| 2016 | Igrzyska olimpijskie                           | Rio de Janeiro | el. – 27. miejsce | 5,30  |
| 2017 | Halowe mistrzostwa krajów bałkańskich          | Belgrad        | 1. miejsce        | 5,76  |
| 2017 | Halowe mistrzostwa Europy                      | Belgrad        | 7. miejsce        | 5,75  |
| 2017 | II liga drużynowych mistrzostw Europy          | Tel Awiw       | 1. miejsce        | 5,70  |
| 2017 | Mistrzostwa krajów bałkańskich                 | Novi Pazar     | 1. miejsce        | 5,50  |
| 2017 | Mistrzostwa świata                             | Londyn         | el. – 22. miejsce | 5,45  |
| 2018 | Halowe mistrzostwa krajów bałkańskich          | Stambuł        | 1. miejsce        | 5,55  |
| 2018 | Mistrzostwa krajów bałkańskich                 | Stara Zagora   | 1. miejsce        | 5,30  |
| 2018 | Mistrzostwa Europy                             | Berlin         | el. – 22. miejsce | 5,36  |
| 2019 | Halowe mistrzostwa krajów bałkańskich          | Stambuł        | 2. miejsce        | 5,30  |
| 2019 | Halowe mistrzostwa Europy                      | Glasgow        | el. – 12. miejsce | 5,35  |
| 2019 | II liga drużynowych mistrzostw Europy          | Varaždin       | 4. miejsce        | 5,20  |
| 2020 | Halowe mistrzostwa krajów bałkańskich          | Stambuł        | –                 | NM    |
| 2020 | Mistrzostwa krajów bałkańskich                 | Kluż-Napoka    | 2. miejsce        | 5,20  |
| 2021 | Halowe mistrzostwa krajów bałkańskich          | Stambuł        | 4. miejsce        | 5,40  |
| 2021 | Mistrzostwa krajów bałkańskich                 | Smederevo      | 4. miejsce        | 5,30  |
| 2022 | Mistrzostwa krajów bałkańskich                 | Krajowa        | 2. miejsce        | 5,30  |
| 2023 | II dywizja drużynowych mistrzostw Europy       | Chorzów        | 1. miejsce        | 5,40  |
| 2023 | Mistrzostwa krajów bałkańskich                 | Kraljevo       | 3. miejsce        | 5,20  |
| 2024 | Mistrzostwa krajów bałkańskich                 | Izmir          | 6. miejsce        | 5,00  |
| 2024 | Mistrzostwa Europy                             | Rzym           | el. –             | NM    |

- złoty medalista mistrzostw Chorwacji

## Rekordy życiowe
- skok o tyczce (stadion) – 5,71 (2018) rekord Chorwacji
- skok o tyczce (hala) – 5,76 (2017) halowy rekord Chorwacji